# François-Louis de Clermont-Tonnerre
Pour les articles homonymes, voir François de Clermont-Tonnerre.
François-Louis de Clermont-Tonnerre (1658-1724) est un homme d'Église français des XVIIe et XVIIIe siècles. Il est évêque-duc de Langres (1696) et Pair de France.

## Biographie
Neveu de François de Clermont-Tonnerre (1629–1701), ami des Jésuites, construit le Petit évêché, participe aux Assemblées générales du clergé de France qui eurent trait au jansénisme en 1700 et 1713, et publie par ordonnance en 1714 Instruction pastorale et publication de la constitution du pape Clément XI portant condamnation de l'ouvrage de Quesnel.
Il meurt le 12 mars 1724 à l'âge de 66 ans.